# Chroom-53
Chroom-53 of 53Cr is een stabiele isotoop van chroom, een overgangsmetaal. Het is een van de vier stabiele isotopen van het element, naast chroom-50, chroom-52 en chroom-54. De abundantie op Aarde bedraagt 9,501%.

## Ontstaan en toepassing
Chroom-53 ontstaat door elektronenvangst uit mangaan-53:
{\displaystyle {\ce {{^{53}_{25}Mn}+{e^{-}}->{^{53}_{24}Cr}+{\nu }_{e}}}}
Als dusdanig kan dit verval gebruikt worden in de geochronologie ter datering van gesteenten en sedimenten. Verder wordt het gebruikt als bewijs voor de nucleosynthetische processen vlak voor het ontstaan van het zonnestelsel.
42Cr · 43Cr · 44Cr · 45Cr · 45mCr · 46Cr · 47Cr · 48Cr · 49Cr · 50Cr · 51Cr · 52Cr · 53Cr · 54Cr · 55Cr · 56Cr · 57Cr · 58Cr · 59Cr · 59mCr · 60Cr · 61Cr · 62Cr · 63Cr · 64Cr · 65Cr · 66Cr · 67Cr · 68Cr · 69Cr · 70Cr